# Wereldkampioenschappen schaatsen afstanden 2021 - Ploegenachtervolging vrouwen
De ploegenachtervolging vrouwen op de wereldkampioenschappen schaatsen afstanden 2021 werd gereden op vrijdag 12 februari 2021 in het ijsstadion Thialf in Heerenveen, Nederland.
Titelverdediger was de Japanse ploeg, die vanwege de coronapandemie dit wereldkampioenschap oversloeg. Nederland won de titel voor Canada en Team RSU (Rusland).

## Uitslag
| #      | Land                  | Schaatsers                                               | Tijd    |
| ------ | --------------------- | -------------------------------------------------------- | ------- |
| Goud   | Nederland             | Antoinette de Jong Irene Schouten Ireen Wüst             | 2.55,79 |
| Zilver | Canada                | Ivanie Blondin Valérie Maltais Isabelle Weidemann        | 2.55,97 |
| Brons  | Russian Skating Union | Jelizaveta Goloebeva Jevgenia Lalenkova Natalja Voronina | 2.59,35 |
| 4      | Noorwegen             | Marit Fjellanger Bøhm Ida Njåtun Ragne Wiklund           | 2.59,63 |
| 5      | Polen                 | Karolina Bosiek Natalia Czerwonka Magdalena Czyszczoń    | 3.00,76 |
| 6      | Wit-Rusland           | Jekaterina Sloeva Jevgenia Vorobjova Marina Zoejeva      | 3.03,12 |
| 7      | Zwitserland           | Ramona Härdi Kaitlyn McGregor Nadja Wenger               | 3.06,26 |
| 8      | Duitsland             | Josephine Heimerl Claudia Pechstein Mareike Thum         | 3.17,10 |

2005 · 
2007 · 
2008 · 
2009 · 
2011 · 
2012 · 
2013 · 
2015 · 
2016 · 
2017 · 
2019 · 
2020 · 
2021 · 
2023 · 
2024 · 
2025